# آر كي أو بيكتشرز
آر كي أو بيكتشرز (بالإنجليزية: Radio-Keith-Orpheum Pictures )‏ هي شركة إنتاج أفلام، وشركة توزيع أفلام أمريكية، تأسست في 23 أكتوبر 1928، يقع مقرها في Sixth Avenue ‏، تم تأسيسها بواسطة دايفيد سارنوف، وجوزيف كينيدي الأب.

## روابط خارجية
- آر كي أو بيكتشرز على موقع IMDb (الإنجليزية)
- آر كي أو بيكتشرز على موقع الموسوعة البريطانية (الإنجليزية)